# Mississippi Blues Trail

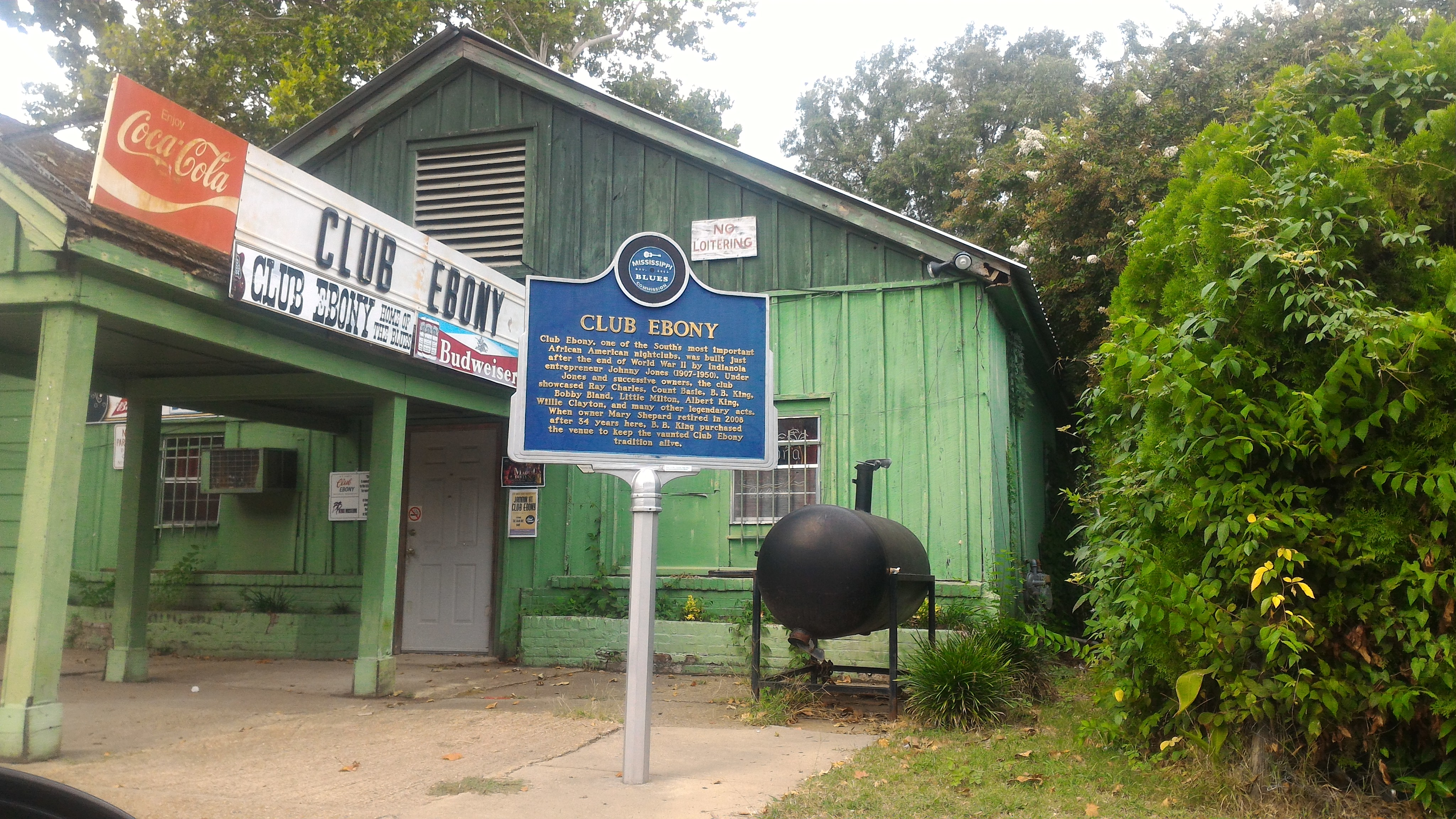
Blues Trail Marker vor dem Club Ebony in Indianola

Der Mississippi Blues Trail ist ein Projekt der Mississippi Blues Commission. Sie stellt Schilder auf, mit denen die Geschichte von Bluesmusikern oder wichtigen Orten des Mississippi Blues an den Originalschauplätzen erzählt wird.
Der Bluestrail beginnt an der Grenze zu Louisiana und läuft bis Memphis, Tennessee. Auch außerhalb des Bundesstaates, so zum Beispiel in Chicago, wo viele Bluesmusiker aus Mississippi wirkten, befinden sich Tafeln.
Aus dem Bundesstaat, besonders dem Mississippidelta, kamen mehr bedeutende Bluesmusiker als aus den restlichen Südstaaten so zum Beispiel Son House, Robert Johnson, Charlie Patton, Muddy Waters, Skip James, Bukka White, John Lee Hooker und B. B. King.
Welche Künstler geehrt werden, entscheidet eine Gruppe von Bluesforschern. Die erste Tafel wurde 2006 in Holly Ridge aufgestellt und ehrt Charlie Patton, den „Father of the Mississippi Delta Blues“.
| Name                             | Region        | Ort             | Anmerkungen |
| -------------------------------- | ------------- | --------------- | --- |
| 100 Men Hall                     | Coast         | Bay St. Louis   | 1922 gegründeter Veranstaltungsort |
| 61 Highway                       | Capital/River | Vicksburg       | |
| Abbay & Leatherman               | Delta         | Robinsonville   | Robert Johnson verbrachte auf der Plantage die 1920er Jahre. |
| Aberdeen Mississippi Blues       | Hills         | Aberdeen        | Bukka White lebte in den 1920er- und 1930er-Jahren in Aberdeen |
| Ace Records                      | Capital/River | Jackson         | Das Label war in den 1950er und 1960er Jahren das erfolgreichste Plattenlabel mit Sitz in Mississippi. |
| Albert King                      | Delta         | Indianola       | |
| Alligator Blues                  | Delta         | Alligator       | |
| Amory                            | Pines         | Amory           | |
| Arthur „Big Boy“ Crudup          | Pines         | Forest          | Geburtsort |
| B.B. Kings Geburtsort            | Delta         | Berclair        | |
| B.B. Kings Wurzeln               | Hills         | Kilmichael      | |
| Baptist Town                     | Delta         | Greenwood       | älteste afro-amerikanische Community, letzter Wohnort von Robert Johnson |
| Beale Town Bound                 | Hills         | Hernando        | Geburts- oder Wohnort mehrerer Blueskünstler (Jim Jackson, Robert Wilkins, Dan Sane, Gus Cannon, George “Mojo” Buford, Earl Bell)                                                                                   |
| Big Jack Johnson                 | Delta         | Clarksdale      | |
| Big Joe Williams                 | Pines         | Crawford        | Big Joe Williams wurde zehn Meilen westlich von Crawford geboren. |
| Big Walter Horton                | Hills         | Horn Lake       | Geburtsort |
| Biloxi Blues                     | Coast         | Biloxi          | |
| Birthplace of the Blues?         | Delta         | Dockery         | Die Dockerey Plantage war eines der ersten Zentren des Blues in Mississippi. |
| Black Prairie Blues              | Pines         | Macon           | |
| Blue Front Cafe                  | Delta         | Bentonia        | Wichtiger Auftrittsort lokaler Blueskünstler |
| Blue Room                        | Capital/River | Vicksburg       | Veranstaltungsort |
| Blues & Jazz                     | Coast         | Pass Christian  | |
| Blues Deejays                    | Delta         | Greenwood       | |
| Blues Legends of Duncan          | Delta         | Duncan          | |
| Bo Diddley                       | Capital/River | McComb          | |
| Bobby Rush                       | Capital/River | Jackson         | Hier ließ er sich in den frühen 1980er-Jahren nieder. |
| Broadcasting the Blues           | Coast         | Gulfport        | American Blues Network (ABN), ein Einwohner Gulfports gründete 2000 diesen Bluessender. |
| Bud Scott                        | Capital/River | Natchez         | |
| Buddy Guy                        | Out of State  | Lettsworth      | |
| Bukka White                      | Hills         | Houston         | Er wurde fünf Meilen südlich von Houston auf einer Farm geboren. |
| Cahors, France                   | Out of State  | Cahors          | Cahors Blues Festival in Frankreich |
| Calhoun County Blues             | Hills         | Bruce           | |
| Casey Jones                      | Pines         | Water Valley    | |
| Cassandra Wilson                 | Capital/River | Jackson         | Geburtsort |
| Charles Evers                    | Capital/River | Fayette         | Er war einer der ersten afro-amerikanischen DJs |
| Charley Pattons Geburtsort       | Capital/River | Bolton          | |
| Charley Pattons Grab             | Delta         | Holly Ridge     | Erste Tafel des Mississippi Blues Trails. |
| Charlie Musselwhite              | Pines         | Kosciusko       | Geburtsort |
| Sweet Home Chicago               | Out of State  | Chicago         | Hier wirkten viele Musiker aus Mississippi |
| Choctaw County Blues             | Hills         | Weir            | |
| Chrisman Street                  | Delta         | Cleveland       | Zentrum des afro-amerikanischen Lebens mit Geschäften, Lokalen u. s. w. |
| Church Street                    | Delta         | Indianola       | Zentrum des afro-amerikanischen Lebens mit Geschäften, Lokalen u. s. w. |
| Club Desire                      | Capital/River | Canton          | Einer von Mississippis ersten Blues und Rhythm and Blues Klubs (späte 1940er bis frühe 1960er Jahre) |
| Club Ebony                       | Delta         | Indianola       | Einer der wichtigsten Klubs im Süden, nach der Pensionierung des Klubbesitzers 2008 von B. B. King gekauft, um die Tradition zu erhalten.                                                                           |
| Columbus, Mississippi Blues      | Pines         | Columbus        | Howlin’ Wolf, Bukka White, Big Joe Williams machten die Hauptstadt der Black Prairies bedeutend. |
| Delta Blues Museum               | Delta         | Clarksdale      | |
| Denise LaSalle                   | Delta         | Belzoni         | Im County geboren |
| Documenting the Blues            | Hills         | Oxford          | Center for the Study of Southern Culture University of Mississippi; gibt Living Blues heraus, Blues Archive |
| Dorothy Moore / Alamo Theatre    | Capital/River | Jackson         | Bedeutender afro-amerikanischer Veranstaltungsort |
| Ealey Brothers                   | Capital/River | Natchez         | |
| Eddie Shaw                       | Delta         | Benoit          | |
| Eddie Taylor                     | Delta         | Benoit          | Geburtsort |
| Edwards Hotel                    | Capital/River | Jackson         | |
| Elks Hart Lodge No. 640          | Delta         | Greenwood       | Bedeutender Veranstaltungsort für Rhythm and Blues im Delta |
| Elmore James                     | Delta         | Ebenezer        | |
| Elvis and the Blues              | Hills         | Tupelo          | Geburtsort |
| Fred McDowell                    | Hills         | Como            | Geburtsort |
| Freedom Village                  | Delta         | Greenville      | Ort des ersten Mississippi Delta Blues Festival |
| Furry Lewis                      | Delta         | Greenwood       | |
| Gatemouth Moore                  | Delta         | Yazoo City      | |
| Gold Coast                       | Capital/River | Jackson         | Elmore James, Sonny Boy Williamson II., Sam Myers, Cadillac George Harris, Sam Baker, Jr., |
| Gospel and the Blues             | Delta         | Cleveland       | |
| Grammy Awards                    | Out of State  | Los Angeles     | |
| Grammy Museum Mississippi        | Delta         | Cleveland       | |
| Greasy Street                    | Delta         | Ruleville       | |
| Grenada Blues                    | Hills         | Grenada         | |
| Guitar Slim                      | Delta         | Greenwood       | |
| Gulfport Boogie                  | Coast         | Gulfport        | |
| H. C. Speir                      | Capital/River | Jackson         | |
| Harold „Hardface“ Clanton        | Delta         | Tunica          | Unternehmer |
| Harlem Inn                       | Delta         | Winstonville    | Bedeutender Veranstaltungsort, besonders für nationale Acts auf Tournee |
| Henry Townsend                   | Delta         | Shelby          | |
| Hickory Street                   | Capital/River | Canton          | Zentrum des afro-amerikanischen Lebens |
| Highway 10 & 61                  | Delta         | Leland          | Kreuzung, an der viele Musiker für Trinkgeld spielten. |
| Highway 61 North                 | Delta         | Tunica          | „The Blues Highway“ |
| Hi-Hat Club                      | Coast         | Hattiesburg     | Veranstaltungsort |
| Hill Country Blues               | Hills         | Holly Springs   | eigenständiger Bluesstil im County Holly Springs |
| Hollywood Cafe                   | Delta         | Tunica Resorts  | |
| Holmes County Blues (Tchula)     | Delta         | Tchula          | |
| Holmes County Blues (Lexington)  | Delta         | Lexington       | |
| Honeyboy Edwards                 | Delta         | Shaw            | Geburtsort |
| Hopson Planting Co.              | Delta         | Clarksdale      | Die Mechanisierung der Landwirtschaft setzte viele Arbeitskräfte frei, die oft in den industrialisierten Norden zogen; erste Plantage, auf der Baumwolle vom Säen bis zur Ernte mechanisch verarbeitet wurde (1944) |
| Hot Tamales                      | Delta         | Rosedale        | Tamales als Symbol für mexikanische Wanderarbeiter |
| Houston Stackhouse               | Capital/River | Wesson          | |
| Howlin’ Wolf                     | Pines         | West Point      | Geburtsort White Station, nördlich von West Point |
| Hubert Sumlin                    | Delta         | Greenwood       | |
| Ike Turner                       | Delta         | Clarksdale      | |
| Ishmon Bracey                    | Capital/River | Jackson         | einer der ersten Bluesmusiker mit Plattenaufnahmen, liegt hier begraben |
| J. B. Lenoir                     | Capital/River | Monticello      | |
| Jack Owens                       | Delta         | Bentonia        | |
| James Cotton                     | Delta         | Tunica          | kam auf der Bonnie Blue Plantation östlich von Tunica zur Welt |
| Jessie Mae Hemphill              | Hills         | Senatobia       | |
| Jimmie Lunceford                 | Hills         | Fulton          | |
| Jimmie Rodgers                   | Pines         | Meridian        | |
| Jimmy Reed                       | Delta         | Dunleith        | |
| Jimmy Rogers                     | Delta         | Ruleville       | |
| Mississippi Joe Callicott        | Hills         | Hernando        | verbrachte den Großteil seines Lebens hier |
| John Lee Hooker                  | Delta         | Vance           | |
| Johnny Winter                    | Delta         | Leland          | |
| Jones County Blues               | Coast         | Laurel          | |
| Lil Green                        | Capital/River | Port Gibson     | |
| Little Brother Montgomery        | Capital/River | Brookhaven      | |
| Little Junior Parker             | Delta         | Bobo            | |
| Little Milton                    | Delta         | Inverness       | geboren auf der George Bowles Plantage, zwei Meilen südwestlich von Inverness |
| Liverpool                        | Out of State  | Liverpool       | Blues als Inspiration für britische Rockmusik |
| Livin’ at Lula                   | Delta         | Lula            | Hier lebten Charley Patton, Son House, Frank Frost und Sam Carr. |
| Magic Sam                        | Hills         | Grenada         | Geburtsort |
| Magic Slim                       | Hills         | Grenada         | |
| Malaco Records                   | Capital/River | Jackson         | Southern Soul, Blues, Gospel gegründet 1967 |
| Marcus Bottom                    | Capital/River | Vicksburg       | wichtiges Zentrum des frühen Blues, Little Brother Montgomery |
| McCoy Brothers                   | Capital/River | Raymond         | Komponisten (Corina, Corina) |
| Memphis Blues                    | Out of State  | Memphis         | Viele Musiker aus Mississippi gingen nach Memphis (Gus Cannon, Furry Lewis, Jim Jackson, Memphis Minnie, Rufus Thomas, Junior Parker, B.B. King, Elvis Presley)                                                     |
| Memphis Minnie                   | Delta         | Walls           | Grabstätte |
| Meridian Blues and Jazz          | Pines         | Meridian        | |
| Meridian R&B and Soul            | Pines         | Meridian        | |
| Mississippi John Hurt            | Delta         | Avalon          | |
| Mississippi to Alabama           | Out of State  | Muscle Shoals   | Zwischen den Bundesstaaten herrschte ein reger Austausch von Musikern. |
| Mississippi to Europe            | Out of State  |                 | |
| Mississippi to Florida           | Out of State  | Tallahassee     | |
| Mississippi to Helena            | Out of State  | Helena          | Helena war eine wichtige Stadt für Künstler beiderseits des Flusses |
| Mississippi to Louisiana         | Out of State  | Ferriday        | |
| Mississippi to Maine             | Out of State  | Rockland        | |
| Mose Allison                     | Delta         | Tippo           | |
| Mosley and Johnson               | Hills         | New Albany      | Komponisten |
| Moss Point Blues                 | Coast         | Moss Point      | |
| Mound Bayou Blues                | Delta         | Mound Bayou     | |
| MS Gulf Coast Blues              | Coast         | Pascagoula      | |
| MS River Blues                   | Delta         | Scott           | Drei Meilen westlich brachen 1927 die Dämme |
| Muddy Waters Birthplace          | Delta         | Rolling Fork    | |
| Muddy Waters’s Cabin             | Delta         | Clarksdale      | Die Stovall Plantage war Waters Wohnort bis zu seiner Reise nach Chicago |
| Napolian Strickland              | Hills         | Como            | |
| Natchez Burning                  | Capital/River | Natchez         | |
| Nelson Street                    | Delta         | Greenville      | |
| Norwegen                         | Out of State  | Notodden        | Notodden Blues Festival |
| Ocean Springs Blues              | Coast         | Ocean Springs   | |
| Oktibbeha County Blues           | Pines         | Starkville      | |
| Otha Turner                      | Hills         | Como            | wichtiger Vertreter der Fife and Drum Tradition in Mississippi |
| Otis Clay                        | Delta         | Waxhaw          | |
| Otis Rush                        | Pines         | Philadelphia    | Geburtsort |
| Otis Spann                       | Capital/River | Jackson         | |
| Oxford Blues                     | Hills         | Oxford          | |
| Papa Lightfoot                   | Capital/River | Natchez         | |
| Paramount Records                | Out of State  | Grafton         | |
| Parchman Farm                    | Delta         | Parchman        | Mississippi State Penitentiary |
| Peavey Electronics               | Pines         | Meridian        | |
| Peavine Branch                   | Delta         | Boyle           | ehemalige Eisenbahnlinie |
| Pensacola Blues                  | Out of State  | Pensacola       | |
| Pinetop Perkins                  | Delta         | Belzoni         | Geburtsort |
| Piney Woods                      | Capital/River | Piney Woods     | Die Schule brachte einige Blueskünstler, darunter Sam Myers, hervor. Die Five Blind Boys of Mississippi sangen hier erstmals zusammen.                                                                              |
| Po’ Monkey’s                     | Delta         | Merigold        | Eine der wenigen erhaltenen ländlichen Juke Joints |
| Pontotoc County Blues            | Hills         | Pontotoc        | |
| Pops Staples                     | Hills         | Winona          | |
| Prince McCoy                     | Delta         | Greenville      | |
| Queen City Hotel                 | Pines         | Columbus        | |
| Queen of Hearts                  | Capital/River | Jackson         | bedeutender Veranstaltungsort |
| Rabbit Foot Minstrels            | Capital/River | Port Gibson     | Im frühen 20. Jahrhundert verbreiteten sie durch Tourneen den Blues im Süden. |
| Red Tops                         | Capital/River | Vicksburg       | Band |
| Rediscovery of Son House         | Out of State  | Rochester       | |
| Riverside Hotel                  | Delta         | Clarksdale      | |
| Robert Johnson                   | Capital/River | Hazlehurst      | Geburtsort |
| Robert Johnsons Grab             | Delta         | Greenwood       | |
| Robert Nighthawk                 | Delta         | Friars Point    | |
| Rocket „88“                      | Delta         | Lyon            | |
| Roma Wilson & Leon Pinson        | Hills         | New Albany      | Gospelmusiker |
| Roots of Rock 'n' Roll           | Coast         | Hattiesburg     | |
| Rosedale                         | Delta         | Rosedale        | inspirierte Bluesmusiker z. B. Traveling Riverside Blues von Robert Johnson |
| Rubin Lacy                       | Capital/River | Pelahatchie     | Musiker |
| Ruby's Nite Spot                 | Delta         | Leland          | |
| Rufus Thomas                     | Hills         | Byhalia         | |
| Sam Chatmon                      | Delta         | Hollandale      | Musiker |
| Sam Cooke                        | Delta         | Clarksdale      | Geburtsort |
| Scott Radio Service              | Capital/River | Jackson         | |
| Shake Rag                        | Hills         | Tupelo          | afro-amerikanische Community |
| Sid Hemphill                     | Hills         | Senatobia       | |
| Skip James                       | Delta         | Bentonia        | Musiker |
| Son House                        | Delta         | Tunica          | Musiker |
| Son Thomas                       | Delta         | Leland          | Wohnort seit 1961 bis 1993 |
| Sonny Boy Williamson II.         | Delta         | Glendora        | Geburtsort |
| Sonny Boy Williamson in Helena   | Out of State  | Helena          | |
| Staple Singers                   | Delta         | Drew            | |
| Subway Lounge                    | Capital/River | Jackson         | Veranstaltungsort im Summer Hotel |
| Summit Street                    | Capital/River | McComb          | Zentrum des afro-amerikanischen Lebens |
| Sunflower River Blues            | Delta         | Clarksdale      | |
| Sunnyland Slim                   | Delta         | Lambert         | |
| Tate County Blues                | Hills         | Coldwater       | |
| The Blues Foundation             | Out of State  | Memphis         | |
| The Chatmon Family               | Capital/River | Bolton          | |
| The Dickinson Family             | Hills         | Hernando        | |
| The Enlightenment of W.C. Handy  | Delta         | Cleveland       | |
| The New World                    | Delta         | Clarksdale      | |
| Tommy Johnson                    | Capital/River | Crystal Springs | wuchs hier auf |
| Tommy McClennan                  | Delta         | Yazoo City      | |
| Trumpet Records                  | Capital/River | Jackson         | |
| Turner's Drug Store              | Delta         | Belzoni         | |
| Two Steps from the Blues         | Pines         | Ackerman        | |
| Tyrone Davis                     | Delta         | Leland          | |
| W.C. Handy Birthplace            | Out of State  | Florence        | |
| W.C. Handy                       | Delta         | Tutwiler        | hier hörte er einen Gitarristen, der ihn zu Yellow Dog Blues anregte |
| Wade Walton                      | Delta         | Clarksdale      | |
| WGRM Radio Studio                | Delta         | Greenwood       | hier machte B. B. King seine erste Liveradiosendung. |
| Where the Southern Cross the Dog | Delta         | Moorhead        | Kreuzung zweier Bahnstrecken |
| William R. Ferris                | Capital/River | Vicksburg       | |
| Willie Dixon                     | Capital/River | Vicksburg       | Geburtsort |
| Willie Mitchell                  | Hills         | Ashland         | |
| Woodville Blues                  | Capital/River | Woodville       | |
| WROX                             | Delta         | Clarksdale      | |

## Bilder

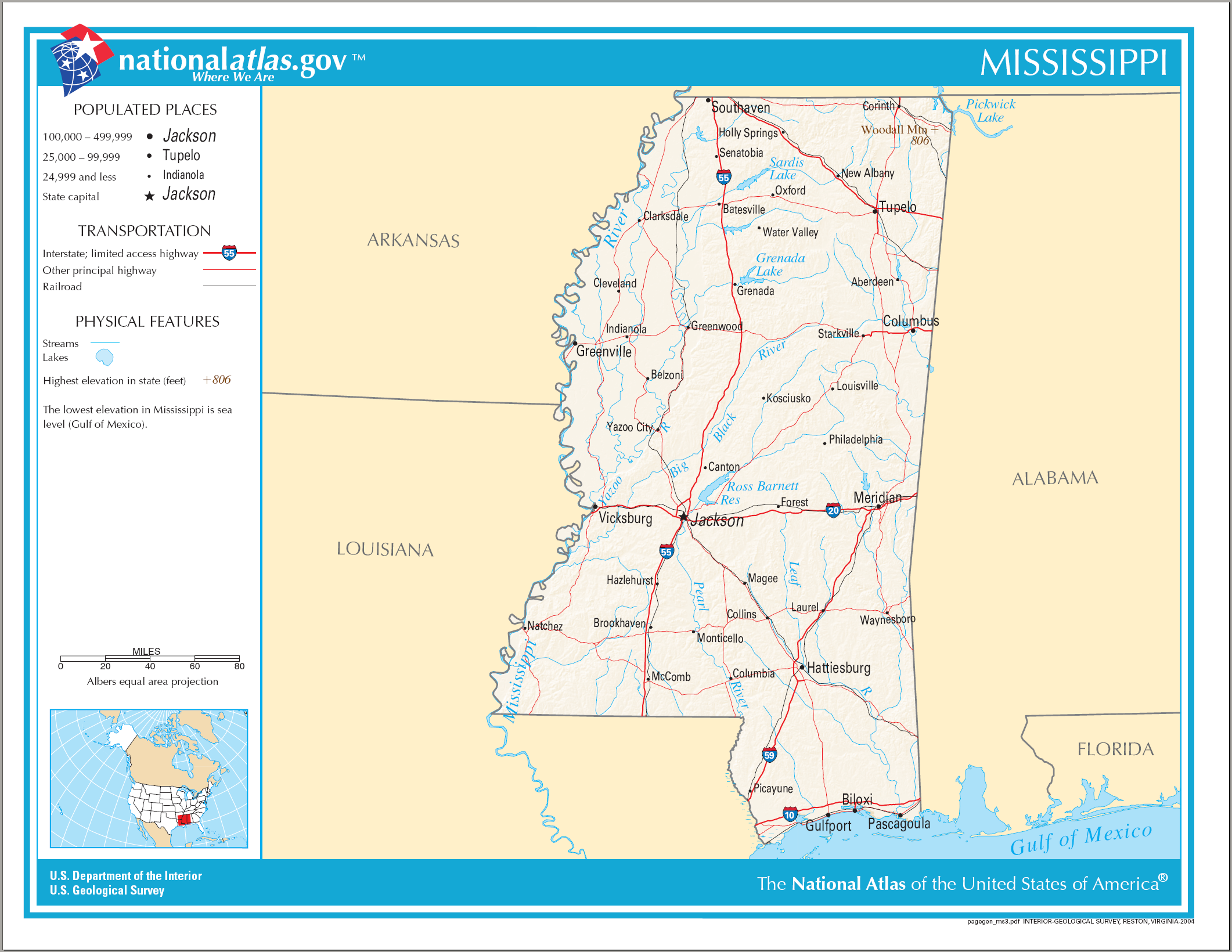
Landkarte des Bundesstaates Mississippi
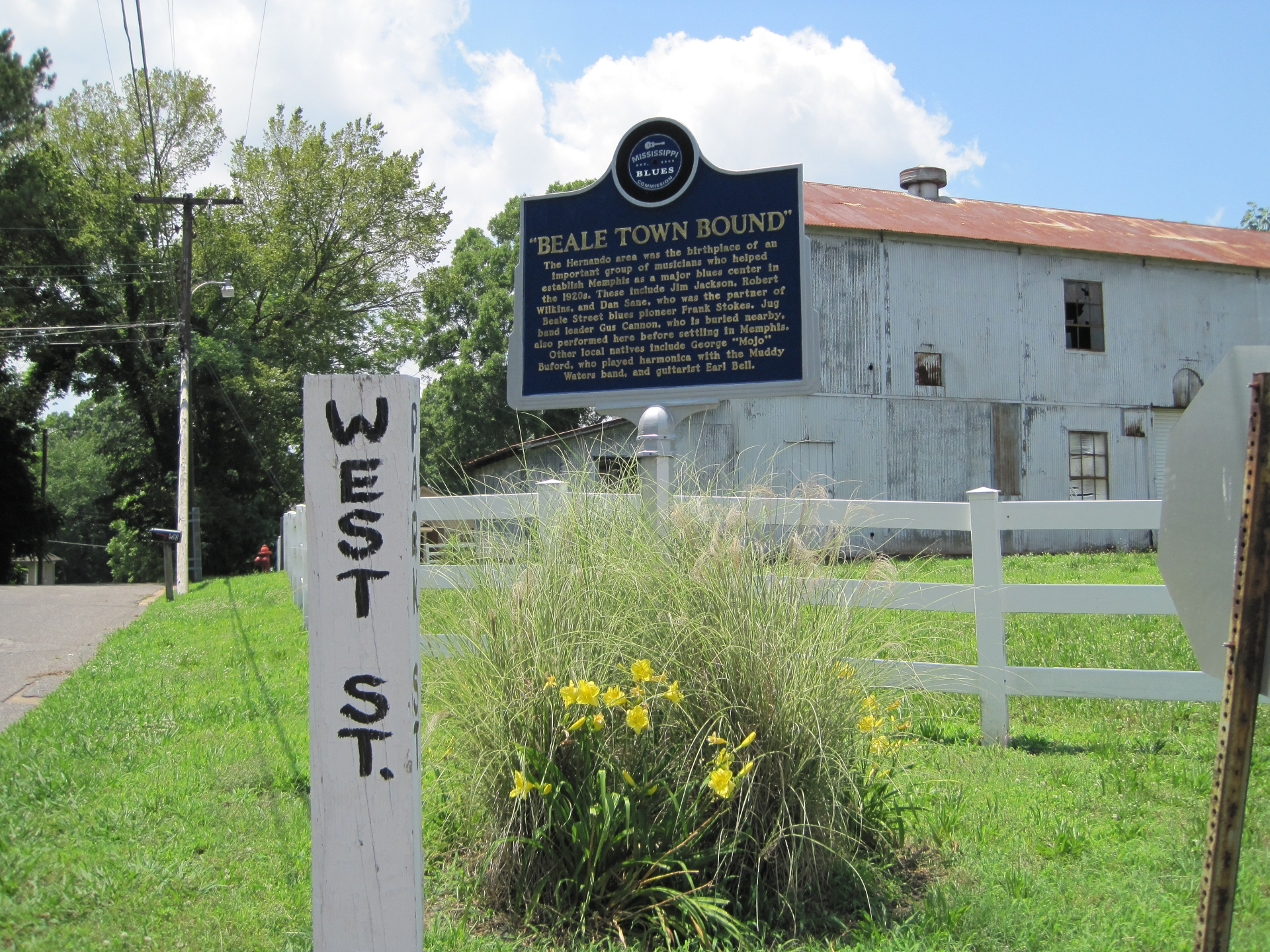
Beale Town Bound Blues Trail Marker, Hernando, Mississippi
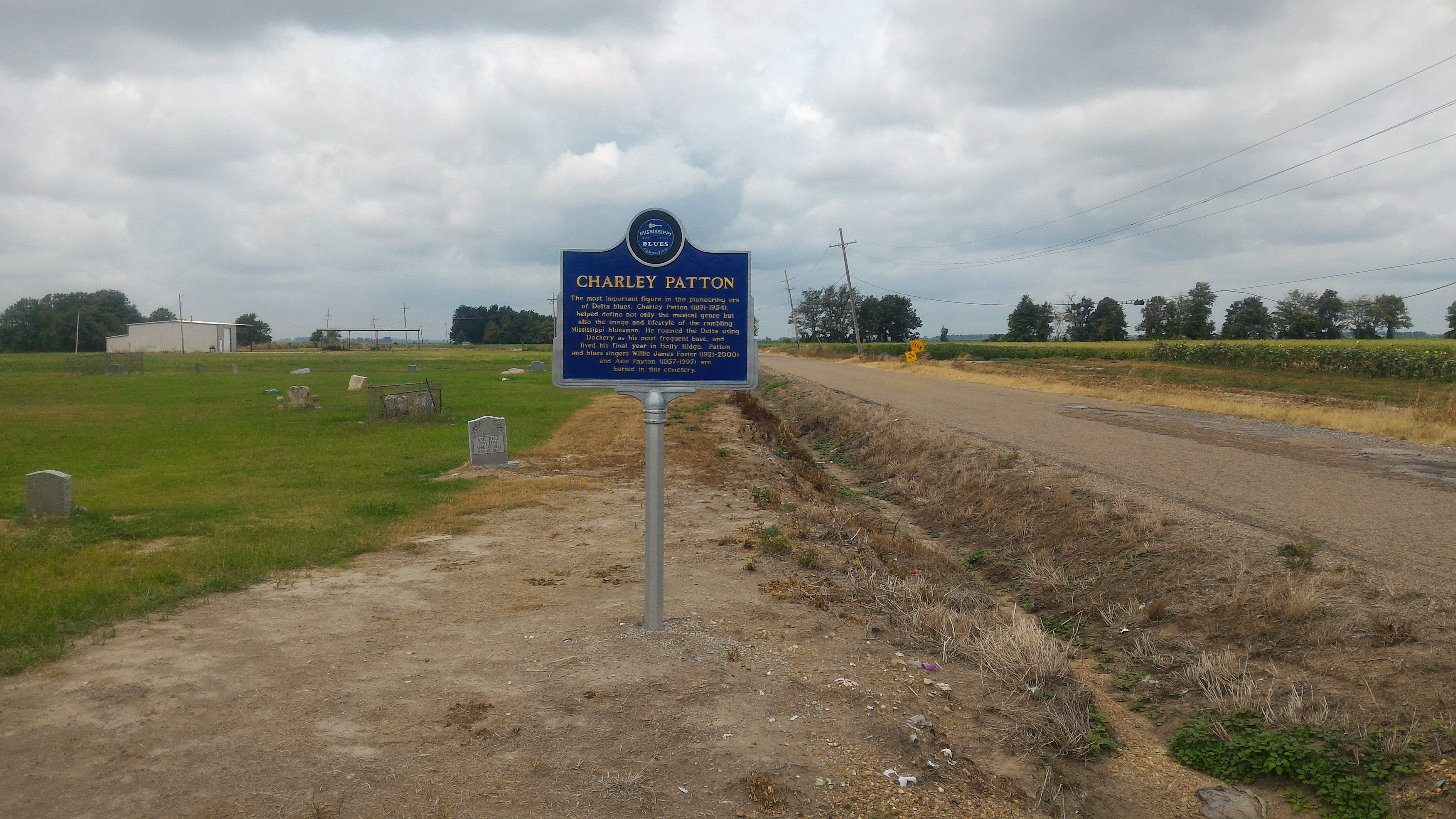
Grabstelle von Charley Patton
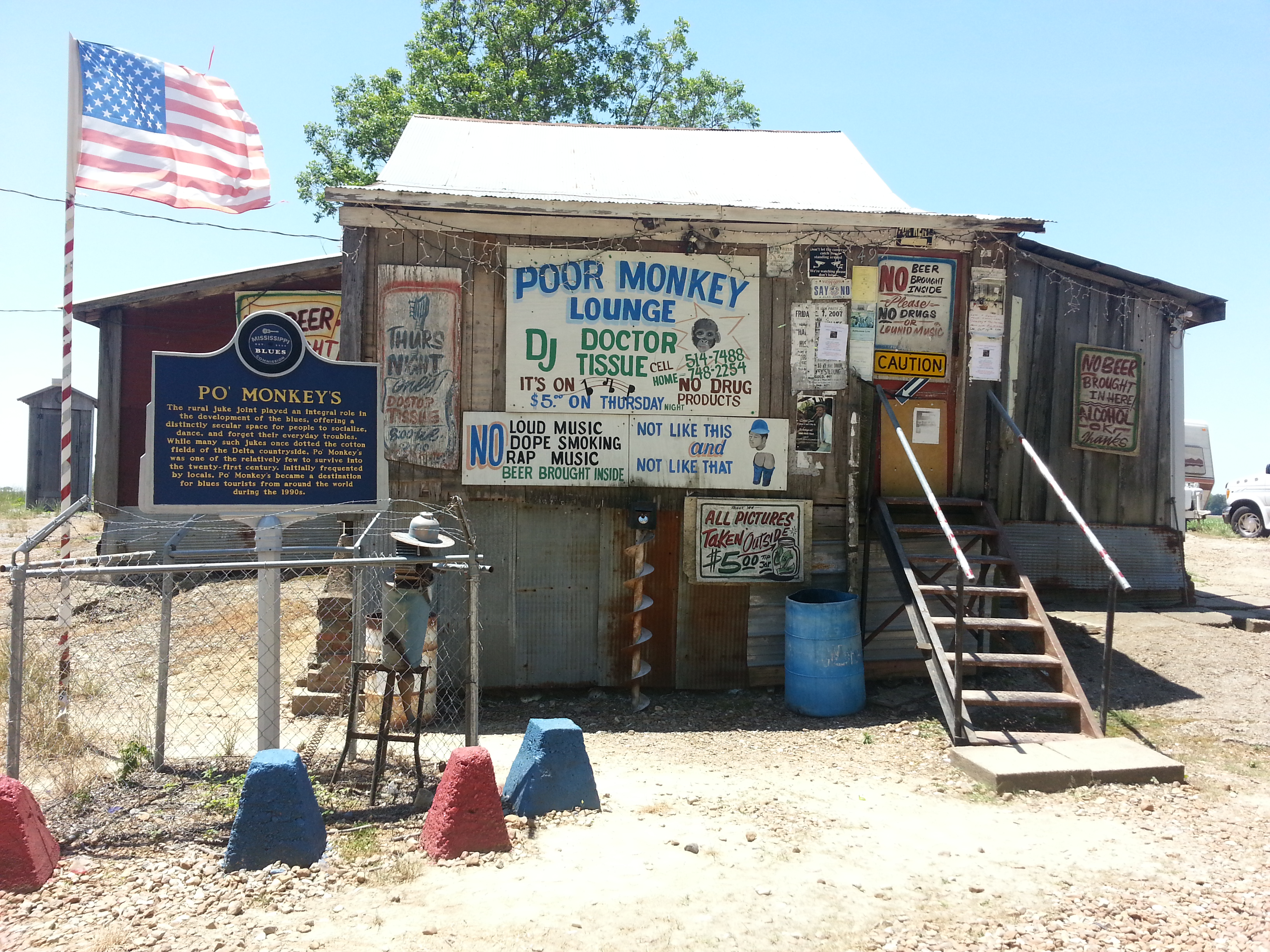
Po’ Monkey’s Juke Joint
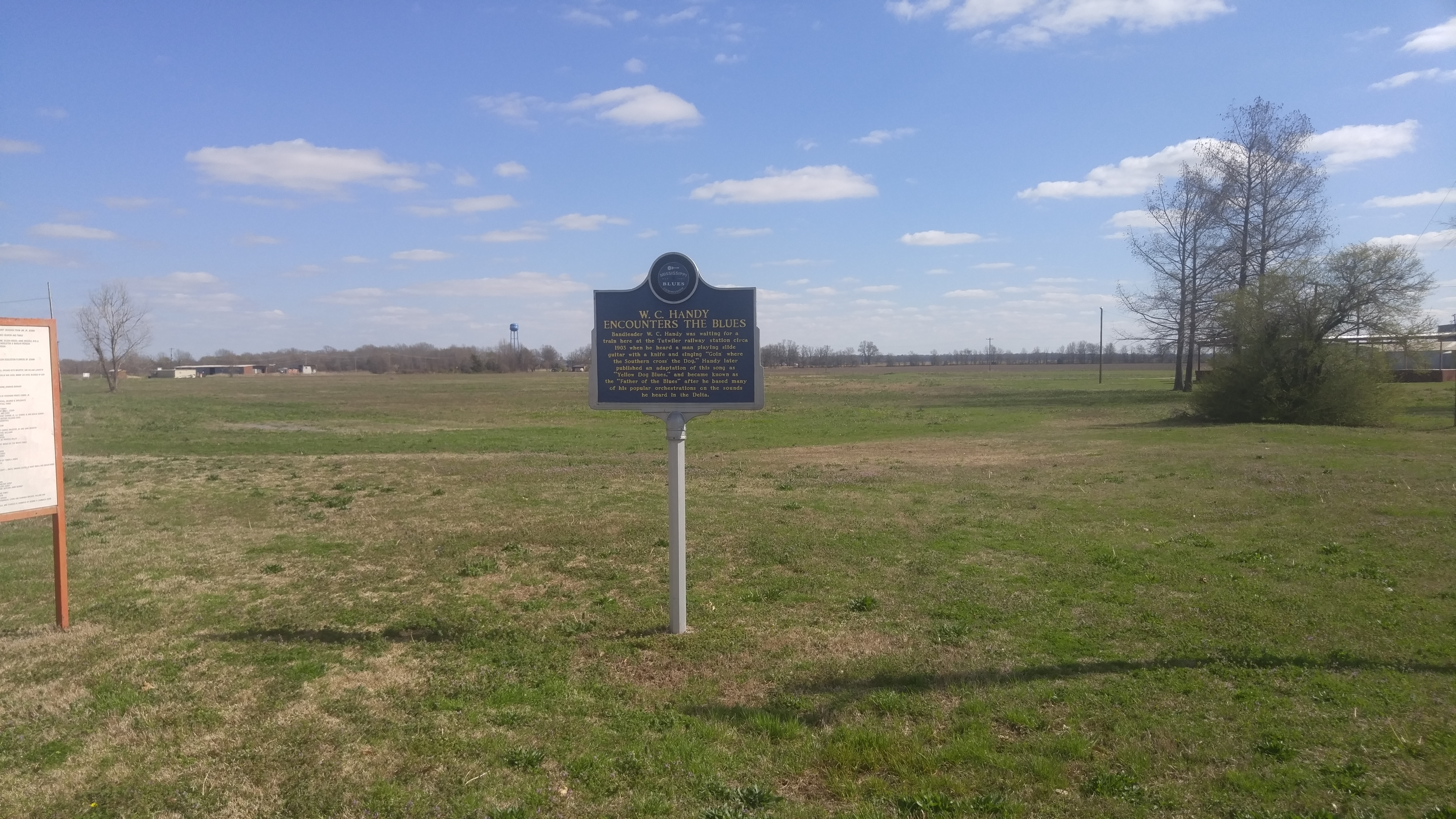
„W.C. Handy Encounters The Blues“